# روسسون
روسسون (به سوئدی: Rossön) یک منطقهٔ مسکونی در سوئد است که در بخش استرومسوند واقع شده‌است. روسسون ۱٫۵۴ کیلومتر مربع مساحت و ۳۵۲ نفر جمعیت دارد.